# سیارک ۱۸۸۲۱
سیارک ۱۸۸۲۱ (به انگلیسی: 18821 Markhavel، نامگذاری:1999NW9) هجده هزار و هشتصد و بیست و یکمین سیارک کشف شده‌است که در ۱۳ ژوئیه ۱۹۹۹ کشف شد.
قدر مطلق سیارک برابر ۲۰.۴ است.